# Millenniumi torony
A Millenniumi torony egy irodaház Bécs Brigittenau nevű XX. kerületében, a Handelskai (magyarul: Kereskedő rakpart) 94-96. szám alatt. Jelenleg Ausztria harmadik legmagasabb épülete. Pillanatnyilag a legmagasabb 252 méteres Dunatorony mellett, azonban 2014. február 26-án újabb átadott épület utasította maga mögé: a DC Towers a 250 méteres magasságával. A kettős hengert formázó torony 171 méter magas, a tetején található antennával együtt pedig 202 méteres.  A torony 50 emeletén irodákat találunk, alatta elterülve pedig bevásárlóközpontot, multiplex mozit és a Duna felől pedig lakásokat. Az összes alapterülete 47.200 m², ebből 38.500 m² iroda. Az impozáns épület  Millenniumi Város fő látványossága. 1999-ben fejezték be az építését, a harmadik évezred eljövetelét ünnepelendő.

## Építészet
A tornyok két egymásba forduló bástyát formáznak, ahol a henger alakú testek acél szerkezetűek, üveg homlokzattal. Gustav Peichl, Boris Podrecca és Rudolf F. Weber építészek tervezték.
A kivitelezést a Habau – Voestalpine – MCE vállalkozások által alakított konzorcium végezte.
Az építése a korszerű építési technika alkalmazásának és szervezettségnek köszönhetően nagyon rövid időt vett igénybe, hetente átlagosan  2½ szintet emelkedett az épület magassága.

## Bérlők
A Millennium Toronyban kerek 120 vállalat talált otthonra, különféle szakágakban. Van itt a nemzetközi Xeroxnak Kelet-európai irányítása, de több német és olasz érdekeltségű, saját hazájában jelentősebb vállalat irodája is, pl.: Agip.

## Tulajdonos
A beruházó Georg Stumpf 2003. július 25-én a bécsi Millennium Torony és a hozzátartozó Millenniumi City területét eladta a hamburgi Münchmeyer Petersen Capital vállalkozásnak. A vételár értéke 360 millió euró volt, ami a Millenniumi City 2002-es éves bevételének (24,5 millió euró) majd 13-szorosa volt (2002). A torony mellett felépült Millenniumi City Ausztria legnagyobb mozija, bevásárlóközpontja, lakóházai. A torony sikerében a jó közlekedési kapcsolatok is szerepet játszottak, hiszen mellette a Wien Handelskai nevű állomás forgalmas csomópontján találkozik az U6-os metró, az S3 és S45-ös városi vasút is.

## Képek

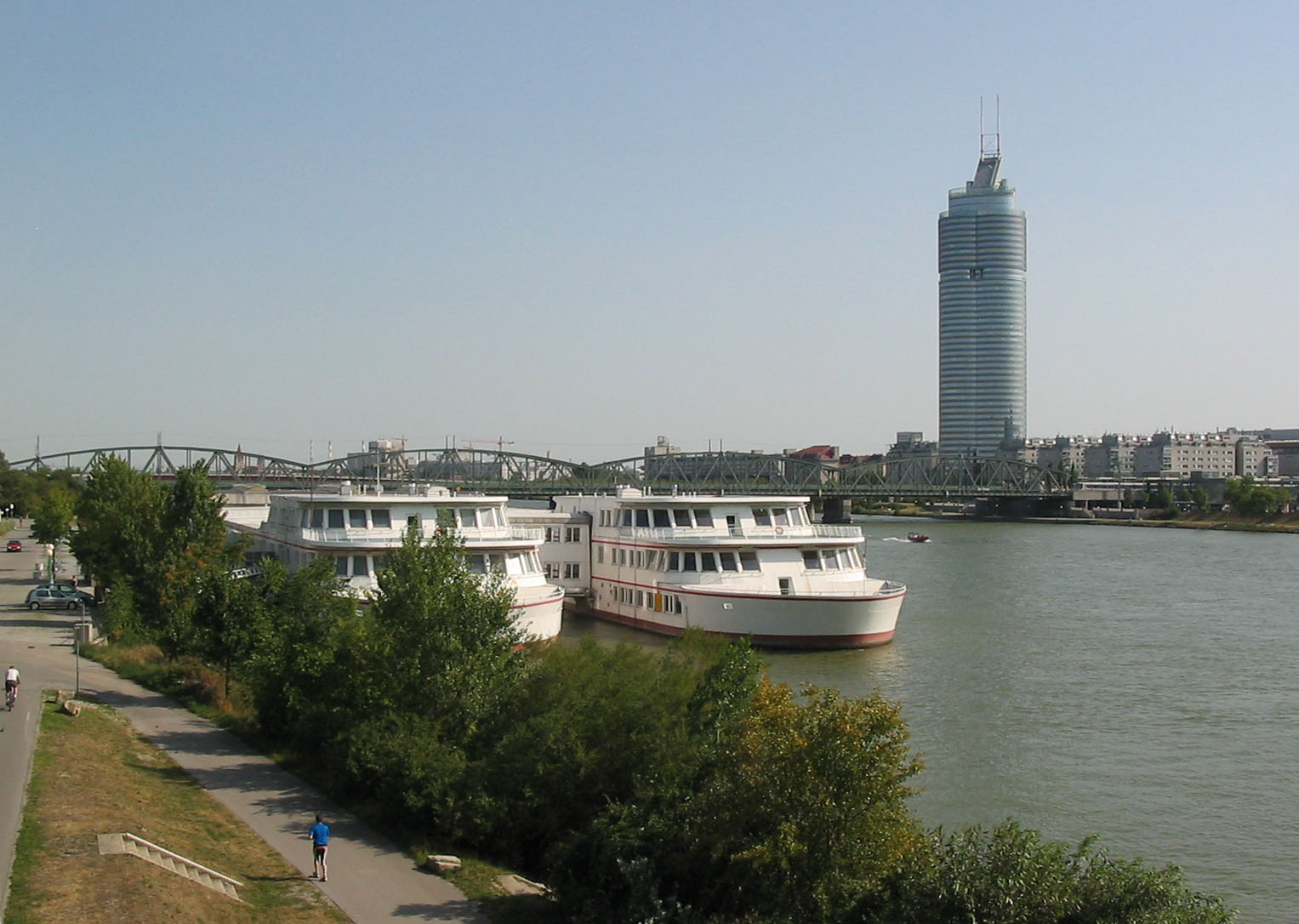
A toronyház a Duna felől nézve
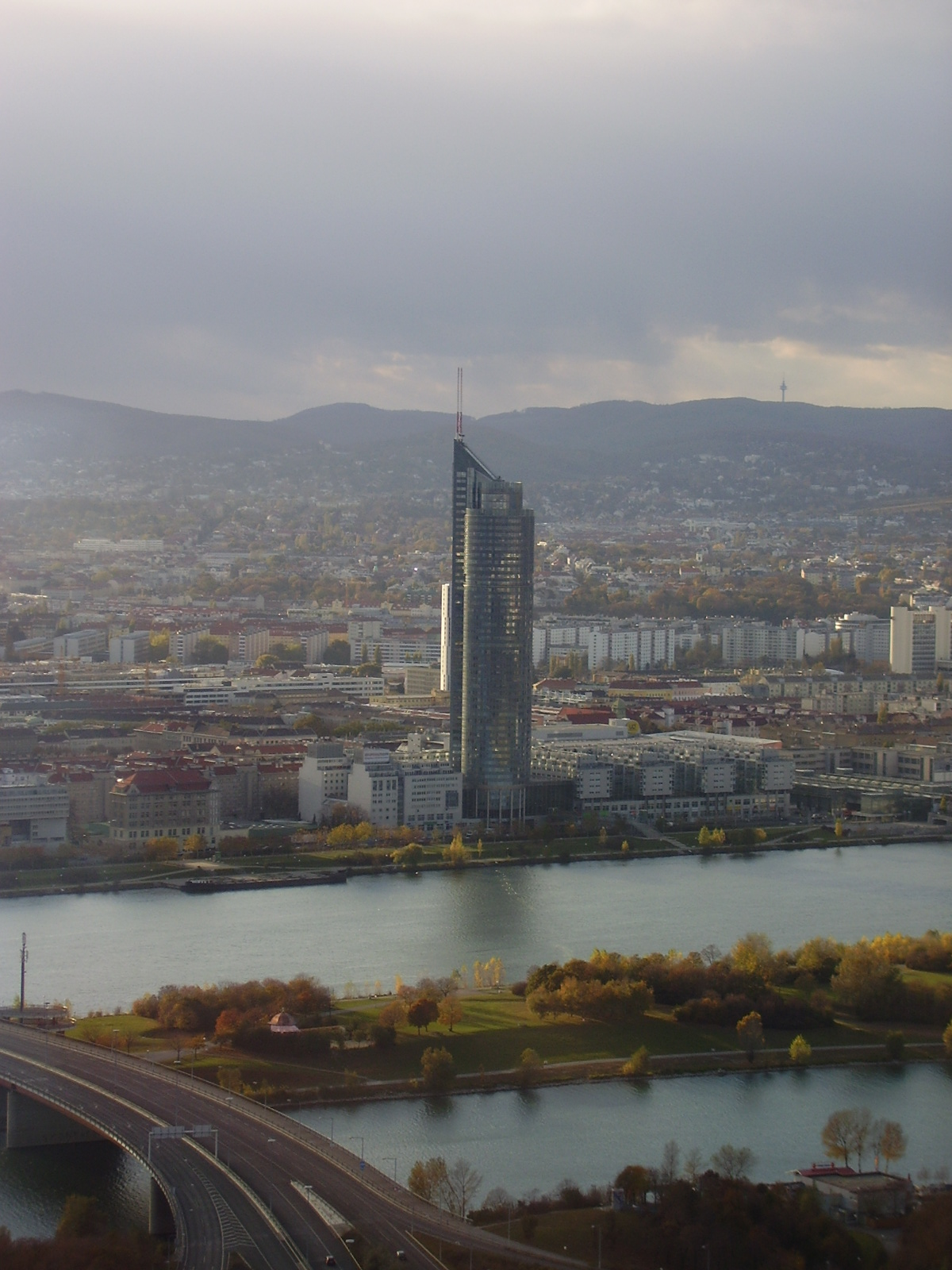
A háttérben Bécs
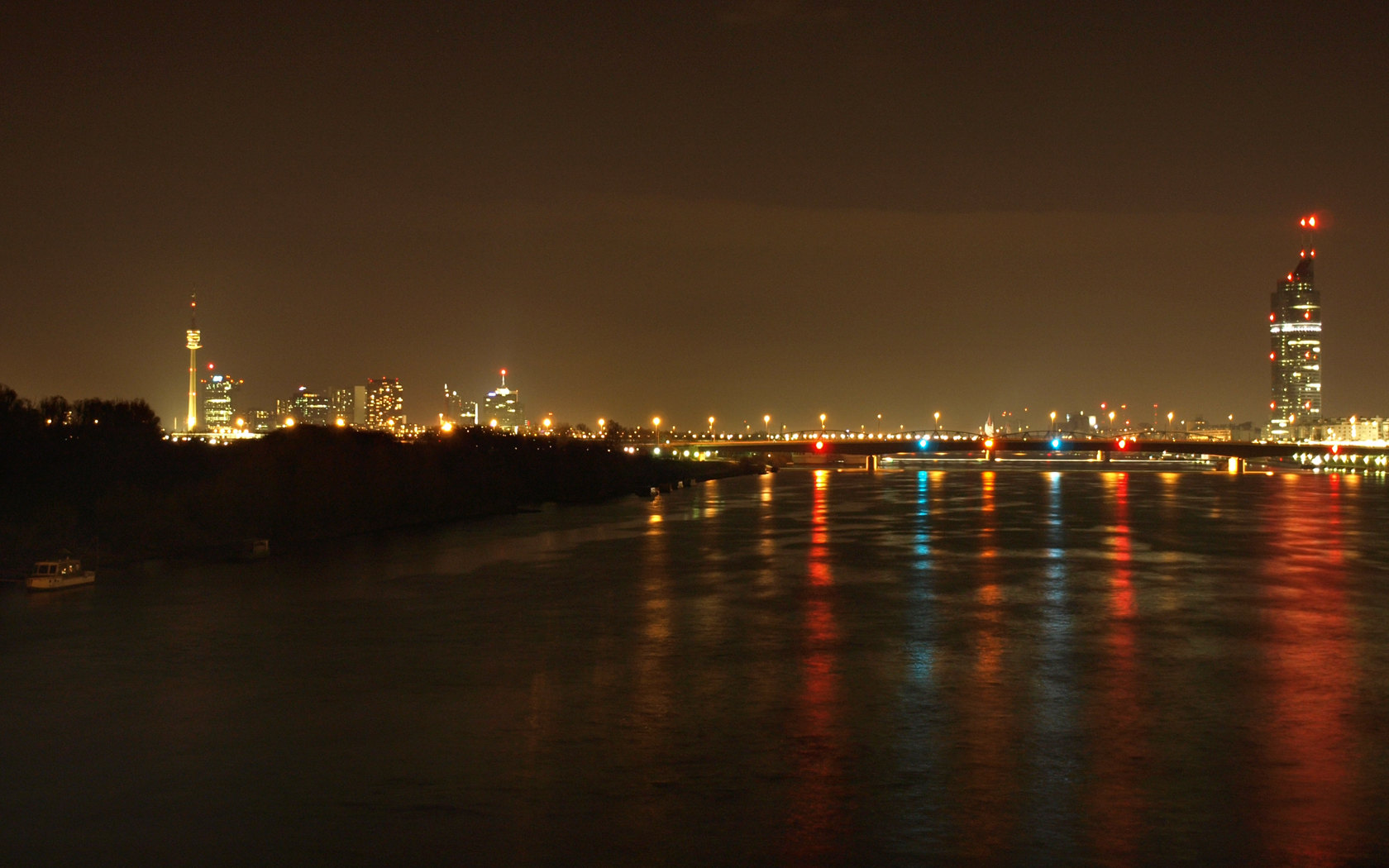
Éjszakai fények

## Fordítás
- Ez a szócikk részben vagy egészben a Millennium tower című német Wikipédia-szócikk fordításán alapul.  Az eredeti cikk szerkesztőit annak laptörténete sorolja fel. Ez a jelzés csupán a megfogalmazás eredetét és a szerzői jogokat jelzi, nem szolgál a cikkben szereplő információk forrásmegjelöléseként.